# بيت دورتي
بيت دورتي (بالإنجليزية: Pete Doherty)‏ (مواليد 12 مارس 1979 في نورثمبرلاند، إنجلترا)، هو مغني وممثل وكاتب غنائي وموسيقي وكاتب إنجليزي بدأ مسيرته الفنية عام 1997. اشتُهر كعضو بفرقة الخليعون التي تأسست سنة 1997. كما شارك بفرقة الإندي روك بيبي شيمبلز. في عام 2005، أصبح بارزاً في الصحف ووسائل الإعلام، والمنتديات الثقافة بسبب علاقة عاطفية له مع نموذج كيت موس، كما عُرف بإدمان المخدرات التي نشرت عنه في كثير من الأحيان.

## روابط خارجية
- بيت دورتي على موقع IMDb (الإنجليزية)
- بيت دورتي على موقع الموسوعة البريطانية (الإنجليزية)
- بيت دورتي على موقع روتن توميتوز (الإنجليزية)
- بيت دورتي على موقع ألو سيني (الفرنسية)
- بيت دورتي على موقع ميوزك برينز (الإنجليزية)
- بيت دورتي على موقع رولينغ ستون (الإنجليزية)
- بيت دورتي على موقع أول موفي (الإنجليزية)
- بيت دورتي على موقع إن إن دي بي (الإنجليزية)
- بيت دورتي على موقع أول ميوزيك (الإنجليزية)
- بيت دورتي على موقع ديسكوغز (الإنجليزية)